# 40 Días por la vida
40 Días por la vida es una organización provida internacional sin fines de lucro que realiza campañas de 40 días contra el aborto, de forma coordinada en más de 20 naciones en todo el mundo; teniendo como objetivo principal poner fin al aborto localmente a través de la oración, el ayuno, la divulgación comunitaria haciendo una vigilia pacífica durante todo el día frente a clínicas u hospitales que realizan abortos o que brindan asesoría a mujeres que tienen abortos en otro lugar.
Originalmente se inició en 2004 por un grupo local en College Station, Texas, dirigido por David Bereit. El nombre se refiere a un patrón de varios eventos que duran 40 días repetidos en la Biblia, como en el Arca de Noé, los 40 días de Moisés en el Monte Sinaí y los 40 días de Jesús en el desierto.
La campaña está activa en el otoño y la primavera de cada año, aunque las campañas locales pueden continuar durante todo el año. La campaña de otoño de 2010 se lanzó en 238 ubicaciones en todo el mundo, incluidos Estados Unidos, Canadá, Australia, Inglaterra, Irlanda del Norte y Dinamarca.
El grupo informa que, a partir de 2014, los grupos afiliados oficialmente han estado activos en 25 países. La campaña de otoño de 2017 es del 27 de septiembre al 5 de noviembre.

## Historia

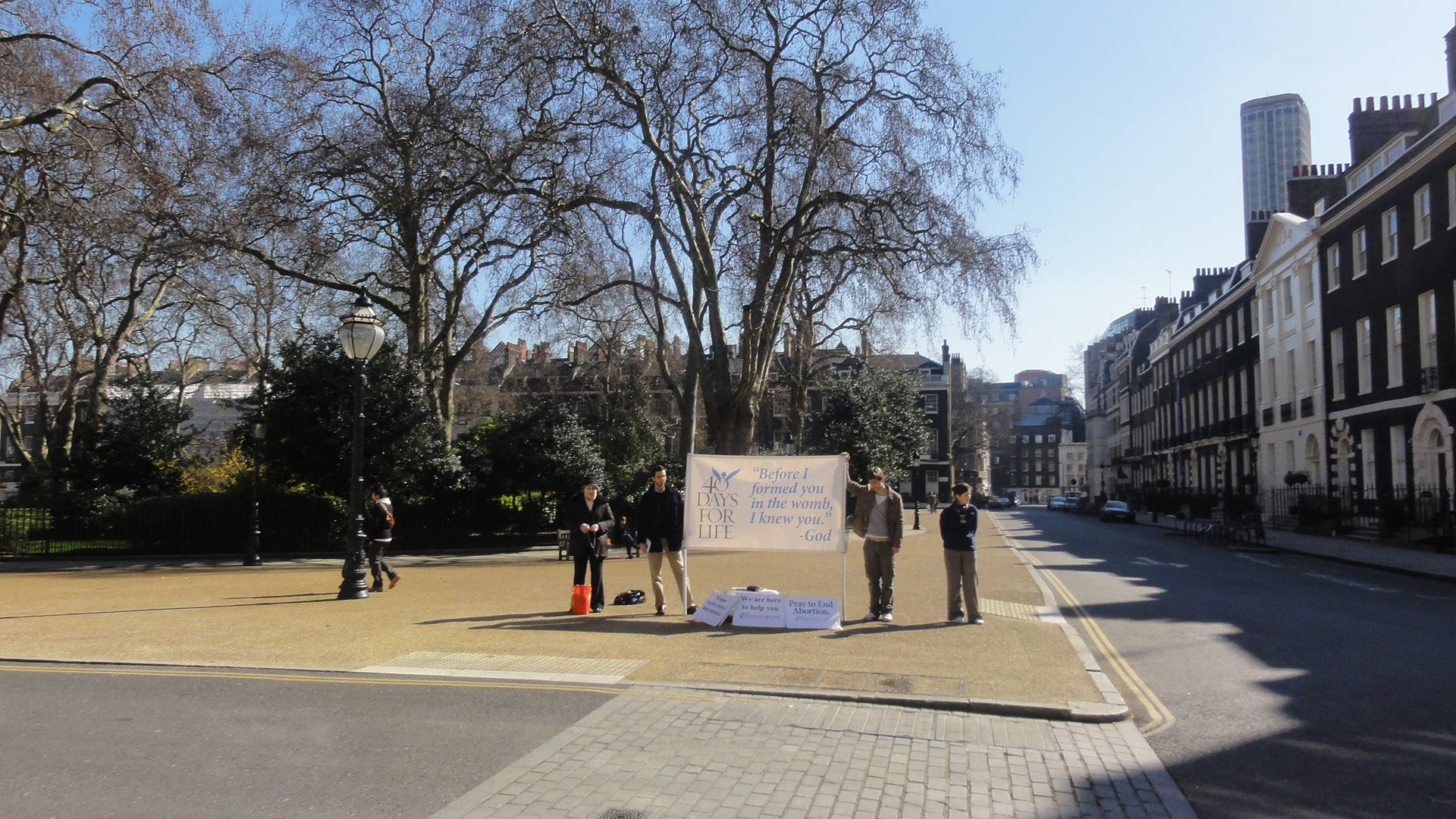
Manifestantes provida de 40 Días por la vida en Plaza Bedford

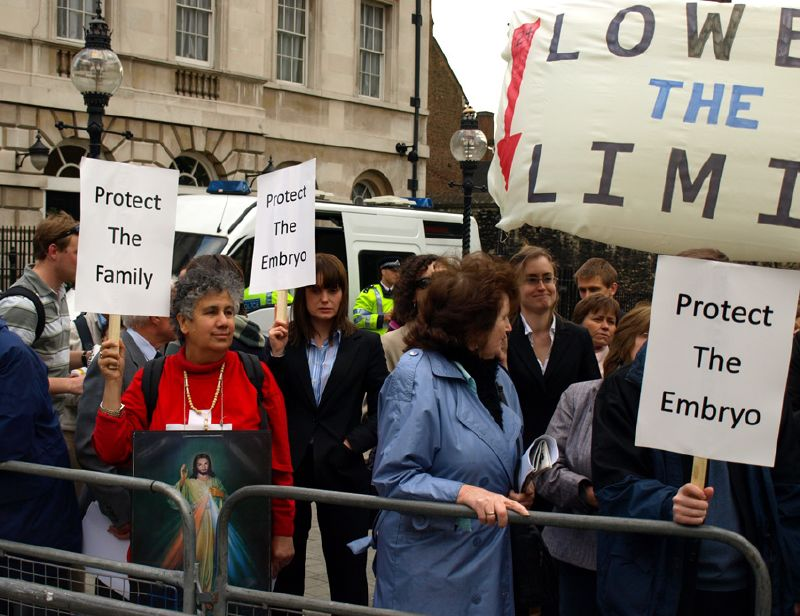
Marcha provida en Reino Unido.

La campaña local inicial de 2004 resultó en un rejuvenecimiento de las actividades locales contra el aborto en el área de Bryan-College Station. Durante los siguientes dos años y medio, la campaña se repitió en otras seis ciudades. A principios de 2007, los líderes de esas primeras campañas se reunieron y sugirieron una campaña nacional simultánea de 40 días por la vida en tantas ciudades como quisieran participar.
La primera campaña nacional se realizó ese otoño con actividades en más de ochenta ciudades en más de treinta estados estadounidenses. Una segunda campaña nacional se ejecutó en la primavera de 2008 durante la Cuaresma, con eventos celebrados en 59 ciudades.
La campaña de primavera de 2009 contó con la participación de numerosas ciudades nacionales e internacionales, incluidas Brisbane Australia y ciudades de Canadá, Irlanda del Norte y Estados Unidos. Durante la campaña de otoño de 2009, Abby Johnson, directora de las instalaciones de Planned Parenthood en Bryan, Texas (donde se habían originado 40 días para la vida), se convirtió en una activista contra el aborto.
Abby Johnson afirma que sostuvo una sonda para un aborto guiado por ultrasonido (Abby Johnson era técnicamente la gerente de la instalación y por lo tanto, generalmente no realizaba, ni asistía en abortos) y Abby Johnson declaró que había visto como el bebé se alejaba de la sonda. También afirmó que lo que muchos creían era "ayudar a las mujeres" en realidad era un negocio muy bien lucrado.
Poco después de esta experiencia, Abby Johnson dejó de trabajar para Planned Parenthood y se unió a la Coalición por la Vida, el grupo local que había estado rezando fuera de su antigua instalación.
La campaña de otoño de 2010 llamó la atención cuando un proveedor de abortos de Tennessee fue arrestado por amenazar con un arma a tres participantes de 40 días por la vida que manifestaban frente a una clínica de abortos de Carolina del Sur.
La campaña de Cuaresma de 2024 se celebró en 64 países se llegó a 24 800 bebés salvados, 154 centros de aborto cerrados y 261 renuncias de trabajadores del aborto.
Desde 2007 hasta 2024 se han salvado del aborto en todo el mundo 24.853 niños; se han cerrado 155 centros abortivos; y 263 empleados de centros abortivos han dejado su trabajo arrepentidos.
En Valladolid (España), Eusebio Orrasco ha llevado a cabo desde 2023, con la ayuda de varios voluntarios, el proyecto "Orante 40 días por la Vida". Se ha inaugurado un local en la calle san José, que trata de acoger, informar y aconsejar a mujeres en riesgo de abortar. Se establece un acompañamiento a la mujer embarazada, con apoyo psicológico, emocional alojamiento temporal en caso necesario, y asesoramiento médico y material. También sirve de lugar de acogida para mujeres que han abortado  y necesitan ayuda en el trauma postaborto.

## Campañas
Una campaña de 40 días por la vida consiste en 40 días de oración y ayuno en turnos fuera de una clínica u hospital que realiza abortos o que brinda asesoría a mujeres que tienen abortos en otro lugar durante 40 días. Holly Baxter, periodista de la publicación británica The Guardian, afirma que las organizaciones participantes en las vigilias son generalmente amigables. La organización afirma que sus esfuerzos han evitado 11.165 abortos a nivel mundial desde 2007. En 2006 la organización 40 días por la vida se unió a YouTube y comparte actualizaciones, entrevistas y noticias de campaña provida.
En España, desde el 28 de septiembre de 2022 se retomó la campaña de 40 días por la vida. En ella, los voluntarios se limitan a rezar frente a los centros abortistas. Anteriormente cada uno de ellos ha suscrito de modo explícito, en el momento de incorporarse a la campaña y asumir uno o varios turnos de oración, una declaración de paz por la que se comprometen única y exclusivamente a rezar, sin dirigirse a los empleados  ni a las personas que acuden a las clínicas abortistas.